# Npower
npower mit Sitz in Swindon ist ein Energieversorgungsunternehmen im E.ON-Konzern (vormals bei der RWE-Tochter Innogy) in Großbritannien. Es ist ein Elektrizitäts- und Erdgasversorger.

## Entwicklung
Im Rahmen der Privatisierung des britischen Strommarktes im Jahre 1990 wurde der in England und Wales tätige Energieversorger Central Electricity Generating Board in die drei Unternehmen Powergen, National Power und Nuclear Electric und den Stromnetzbetreiber National Grid Company aufgeteilt.
Im November 1998 hat National Power den regionalen Stromversorger Midlands Electricity übernommen und die Strommarke npower entwickelt.
Im Jahre 2001 wurde National Power auf Anlegerdruck in die beiden Unternehmen Innogy für das nationale britische Geschäft und International Power für das internationale Geschäft aufgeteilt. Die neue Innogy wurde ab Mitte 2001 an der London Stock Exchange gehandelt und war im FTSE 100 Index.
Im März 2002 wurde Innogy von RWE für 4,3 Milliarden Euro übernommen und in RWE npower umbenannt. 2016 wiederum spaltete RWE die bisherige Sparte RWE Innogy für erneuerbare Energie, Netze und Energie als Innogy SE ab und brachte ein knappes Viertel der Anteile der neuen Gesellschaft an die Börse. npower wurde dieser neuen Gesellschaft als Tochterunternehmen angegliedert.
Im Rahmen des Erwerbs von Innogy durch E.ON gelangte das Unternehmen 2019 in den E.ON-Konzern.